# Nasal retroflexa
O nasal retroflexo é um tipo de fone consonantal empregado em alguns idiomas. O símbolo deste som no alfabeto fonético internacional é ɳ, e seu símbolo X-SAMPA equivalente é n`. O símbolo AFI é o n minúsculo com um gancho virado pro lado direito sobressaindo do lado inferior direito da letra, esse gancho é característico dos símbolos fonéticos que representam um som retroflexo nesse alfabeto.
Como todas as consoantes retroflexas, o símbolo do AFI é formado pela adição de um gancho apontando para a direita que se estende da parte inferior de um ene (a letra usada para a consoante alveolar correspondente). É semelhante a ⟨ɲ⟩, a letra para a nasal palatal, que tem um gancho apontando para a esquerda que se estende da parte inferior da haste esquerda, e a ⟨ŋ⟩, a letra para a nasal velar, que tem um gancho apontando para a esquerda gancho que se estende da parte inferior da haste direita.

## Características
- Sua maneira de articulação é oclusiva, ou seja, produzida pela obstrução do fluxo de ar no trato vocal. Como a consoante também é nasal, o fluxo de ar bloqueado é redirecionado pelo nariz.
- Seu ponto de articulação é retroflexo, o que significa prototipicamente que ele está articulado subapical (com a ponta da língua enrolada para cima), mas de forma mais geral, significa que é pós-alveolar sem ser palatalizado. Ou seja, além da articulação subapical prototípica, o contato da língua pode ser apical (pontiagudo) ou laminal (plano).
- Sua fonação é sonora, o que significa que as cordas vocais vibram durante a articulação.
- É uma consoante nasal, o que significa que o ar pode escapar pelo nariz, exclusivamente (plosivas nasais) ou adicionalmente pela boca.
- É uma consoante central, o que significa que é produzida direcionando o fluxo de ar ao longo do centro da língua, em vez de para os lados.
- O mecanismo da corrente de ar é pulmonar, o que significa que é articulado empurrando o ar apenas com os pulmões e o diafragma, como na maioria dos sons.

## Ocorrência
| Língua        | Língua                   | Palavra  | AFI               | Significado  | Notas                                             |
| ------------- | ------------------------ | -------- | ----------------- | ------------ | ------------------------------------------------- |
| Enindhilyagwa | Enindhilyagwa            | yingarna | [jiŋaɳa]          | Cobra        |                                                   |
| Feroês        | Feroês                   | ørn      | [œɻɳ]             | Águia        |                                                   |
| Hindustâni    | Hindi                    | ठंडा       | [ʈʰəɳɖaː]         | Frio         |                                                   |
| Hindustâni    | Urdu                     | ٹھنڈا    | [ʈʰəɳɖaː]         | Frio         |                                                   |
| Canarês       | Canarês                  | ಅಣೆ       | [ʌɳe]             | Barragem     |                                                   |
| Khanty        | Dialetos orientais       | еңә      | [eɳə]             | Grande       |                                                   |
| Khanty        | Alguns dialetos do norte | еңә      | [eɳə]             | Grande       |                                                   |
| Malaiala      | Malaiala                 | അണ       | [aɳə]             | Queixo       |                                                   |
| Marata        | Marata                   | बाण       | [baːɳə]           | Flecha       |                                                   |
| Nepali        | Nepali                   | अण्डा      | [ʌɳɖä]            | Ovo          |                                                   |
| Marshalês     | Marshalês                | Ņadikdik | [ɳˠɑrʲiɯɡɯirʲiɯk] | Atol de Knox |                                                   |
| Norueguês     | Norueguês                | garn     | [ɡɑːɳ]ⓘ           | Fio          |                                                   |
| Oriá          | Oriá                     | ବଣି       | [bɔɳi]            | Velho        |                                                   |
| Pachto        | Pachto                   | اتڼ‎/Ataṇ | [at̪aɳ]ⓘ           | Attan        |                                                   |
| Punjabi       | Gurmukhi                 | ਪੁਰਾਣਾ      | [puraːɳaː]        | Velho        |                                                   |
| Punjabi       | Shahmukhi                | پُراݨا    | [puraːɳaː]        | Velho        |                                                   |
| Sueco         | Sueco                    | garn     | [ɡɑːɳ]ⓘ           | Fio          |                                                   |
| Tâmil         | Tâmil                    | அணல்      | [aɳal]            | Pescoço      |                                                   |
| Telugu        | Telugu                   | గొణుగు      | [goɳugu]          | Murmurar     |                                                   |
| Vietnamita    | Vietnamita               | anh trả  | [aɳ˧ ʈa˨˩˦]       | Você paga    | Alofone de /n/ antes de /ʈ/ no dialeto de Saigon. |